# Bidovce
Bidovce és un poble i municipi d'Eslovàquia. Es troba a la regió de Košice, a l'est del país.

## Història
La primera referència escrita de la vila data del 1276.

## Demografia
| Godina             | 1994 | 2004   | 2014    | 2024    |
| ------------------ | ---- | ------ | ------- | ------- |
| Nombre de persones | 1080 | 1168   | 1444    | 1702    |
| Diferència         |      | +8,14% | +23,63% | +17,86% |

| Godina             | 2023 | 2024   |
| ------------------ | ---- | ------ |
| Nombre de persones | 1689 | 1702   |
| Diferència         |      | +0,76% |